# Либби Смит
Элизабет Смит (англ. Elizabeth Smith), она же Либби (англ. Libby) — персонаж американского телесериала «Остаться в живых» (производство ABC). Одна из выживших из хвостовой части самолёта. Её роль исполнила американская актриса Синтия Уотрос. У неё и Хёрли была взаимная симпатия. После 65 дней пребывания на Острове была тяжело ранена Майклом и впоследствии скончалась. О Либби известно мало, так как у неё не было своих флешбэков, хотя она появлялась во флешбэках других героев: Десмонда, Хёрли и Эко.

## Биография

### До авиакатастрофы
Либби выросла в Калифорнии. Окончив школу она хотела стать медиком, но бросила обучение в первый же год. В конечном счете она стала клиническим психологом.
По непроверенным данным, у неё было 3 мужа, однако упоминается только о Дэвиде, он подарил ей яхту «Элизабет», которую она в свою очередь подарила Десмонду. Она также лечилась в психиатрической клинике — в то же время и в том же месте, где лечился Хёрли.
До сих пор неизвестно, что Либби делала в Австралии и зачем летела в Лос-Анджелес. Однако незадолго до отлёта, Либби вмешалась в жаркий спор между Эко и Шарлоттой Малкин в аэропорту Сиднея. Она спросила их, всё ли в порядке, и хотя они по-прежнему молчали, она заверила, что всё будет хорошо.

### На острове
Либби летела в хвосте самолёта. После авиакатастрофы она сразу же начинает помогать пострадавшим. Некоторые, однако, умирают через несколько дней после крушения. Через некоторое время Другие начинают похищать всех оставшихся в живых, кроме неё и ещё шести человек. Выжившие, в том числе и Либби подозревают, что Натан — один из Других, что приводит к его смерти от руки Гудвина, который на самом деле является Другим. В конце концов, она и выжившие находят рацию, которая позволяет им сделать краткий контакт, который потом ловит Бун. Гудвин, пытается украсть эту рацию, но Ана-Люсия догадывается, что он «Другой» и убивает его. Её группа находит Джина, Майкла, и Сойера. Ана-Люсия со своей группой сажает их в яму, но вскоре они начинают дружить, и отправляются с фюзеляжниками в их лагерь. После встречи двух групп она завязала романтические отношения с Хёрли и удержала его от самоубийства, когда в помутнении рассудка он решил, что весь остров — порождение его больного разума. На 65-м дне пребывания на острове, Либби была неожиданно убита Майклом в бункере как свидетель убийства им же Аны-Люсии.

### После смерти
После смерти призрак Либби стал преследовать Майкла Доусона. Когда он попал в больницу после очередной неудачной попытки самоубийства — Майкл на полной скорости въехал на автомобиле в стенку огромного ящика в порту — во сне ему пришла Либби в роли медсестры. Позже, когда Майкл уже был юнгой на корабле Kahana, Либби явилась в момент, когда Майкл собрался взорвать корабль, но вместо взрыва получил появившуюся из взрывного устройства табличку со словами «ещё рано».